# Chaplygin (Mondkrater)
Chaplygin ist ein Einschlagkrater auf der Mondrückseite. 

## Beschreibung
Der Krater liegt südöstlich des riesigen Kraters Mendeleev, südlich der Äquatorlinie. Benachbarte Krater sind Schliemann im Nordosten, Tamm und Vil'ev im Westen sowie Marconi im Südwesten. 
Der Kraterwall ist grob kreisförmig, aber unregelmäßig geformt und im Süden sehr stark erodiert. Der innere Kraterboden ist relativ eben und weist lediglich eine vergleichsweise kleine zentrale Gebirgsformation auf. Die Entstehungszeit des Kraters fällt in die nektarische Periode, er ist aber jünger als Mendeleev.
Chaplygin hat vier Nebenkrater:
| Buchstabe | Position           | Durchmesser | Link |
| --------- | ------------------ | ----------- | ---- |
| B         | 4,08° S, 151,69° O | 2 km        |      |
| K         | 7,68° S, 151,36° O | 20 km       |      |
| Q         | 7,64° S, 147,91° O | 13 km       |      |
| Y         | 2,71° S, 149,64° O | 28 km       |      |

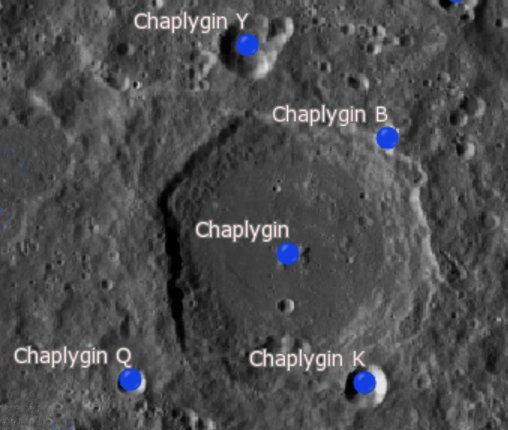
Chaplygin mit seinen Nebenkratern

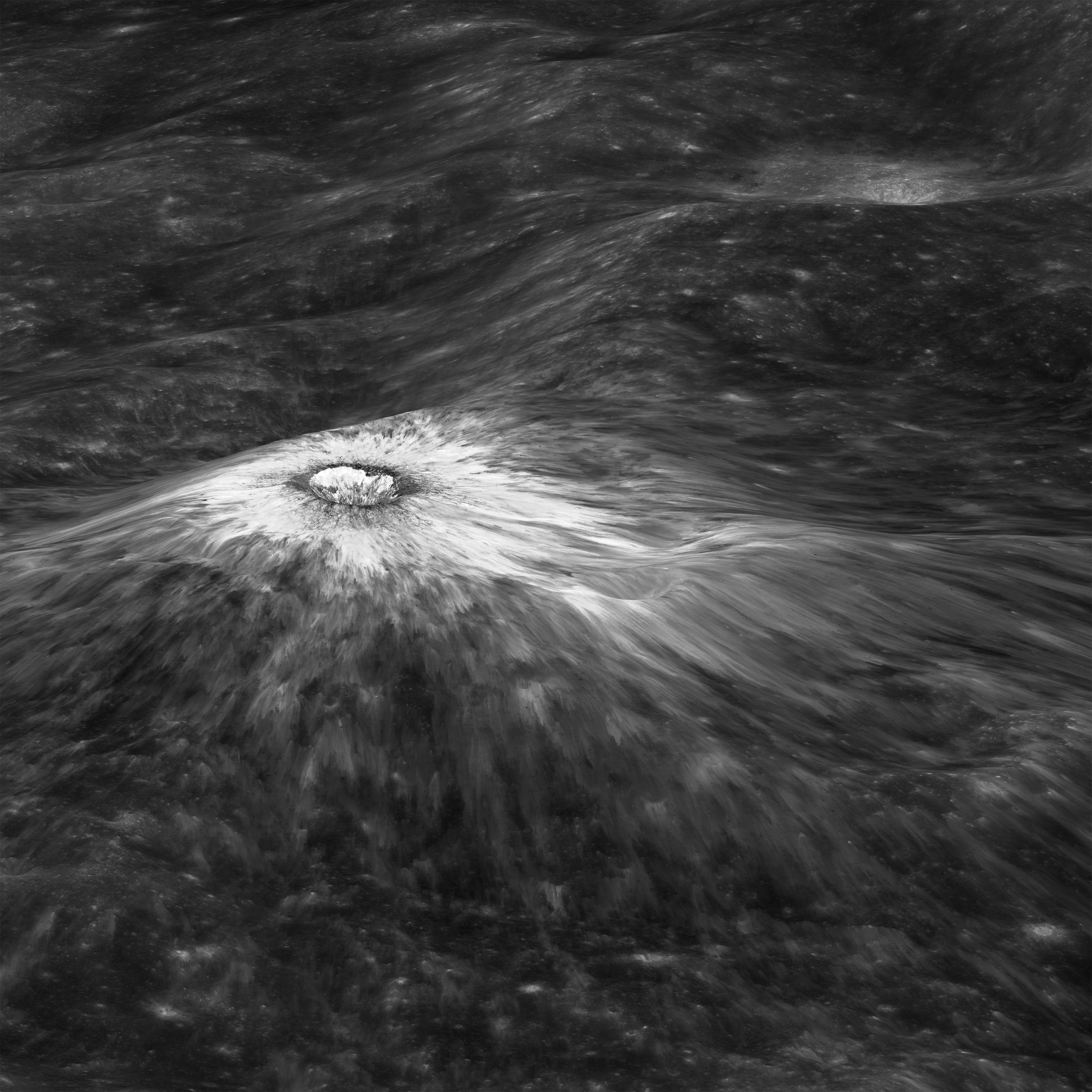
Chaplygin B (LRO - Aufnahme)

Der Krater wurde 1970 von der IAU offiziell nach dem sowjetischen Ingenieur Sergei Alexejewitsch Tschaplygin benannt.

## Chaplygin B
Der im Durchmesser nur 1,5 km große Chaplygin B wurde erst 2017 in die Liste der Nebenkrater aufgenommen, zuvor wurde er bisweilen "Chappy" genannt. Dieser Krater gilt aus drei Gründen als relativ jung: er zeigt sehr helles Material und ist daher noch nicht solange den Weltraumbedingungen ausgesetzt, er hat einen steilen Kraterrand, das heißt er hat noch keine (oder nicht viele) Beben erlebt, die zum Abrutschen des Materials führen, und er ist nicht von anderen Einschlägen überlagert.